# Inversielaag

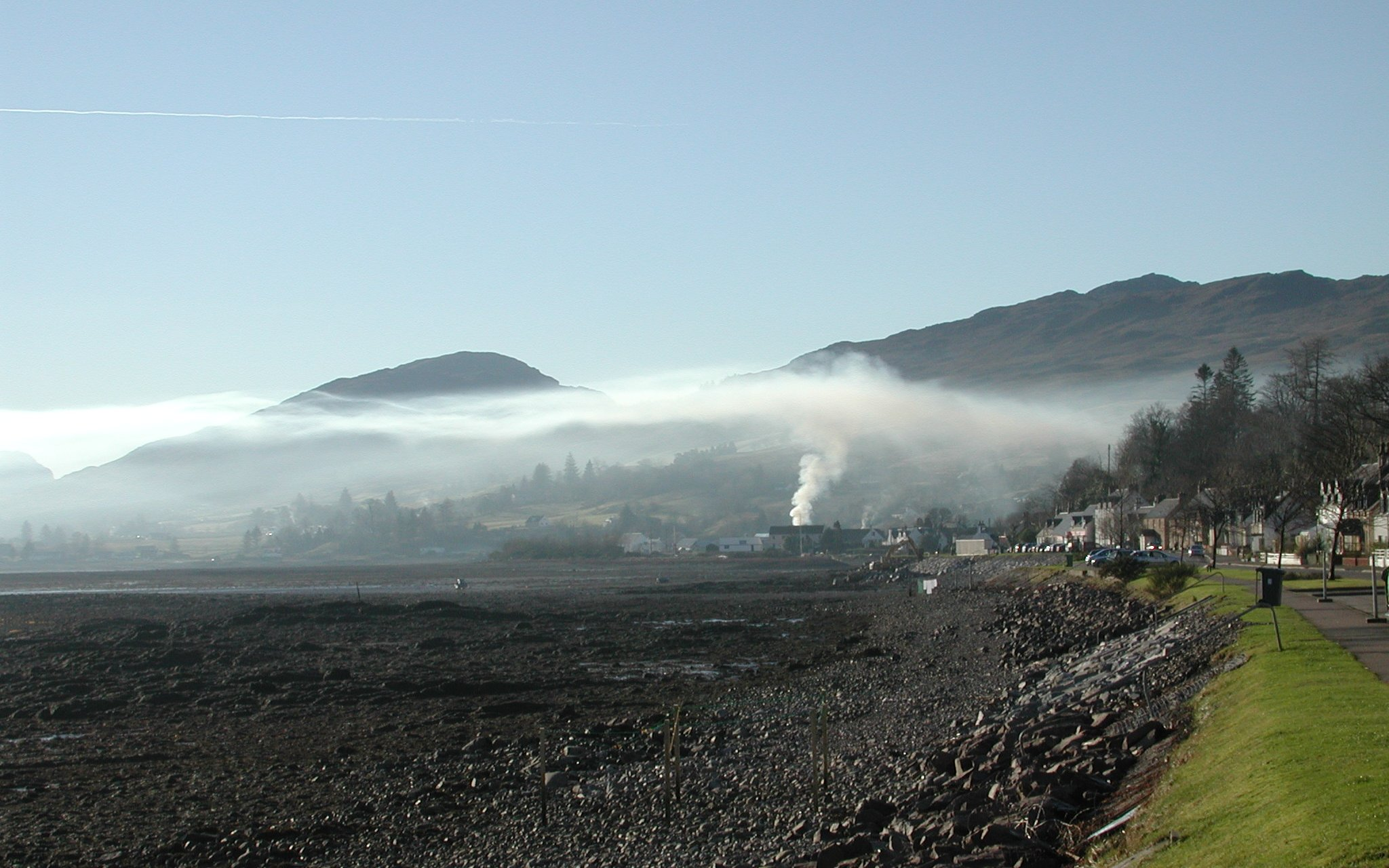
Rook die niet verder kan stijgen door een inversielaag

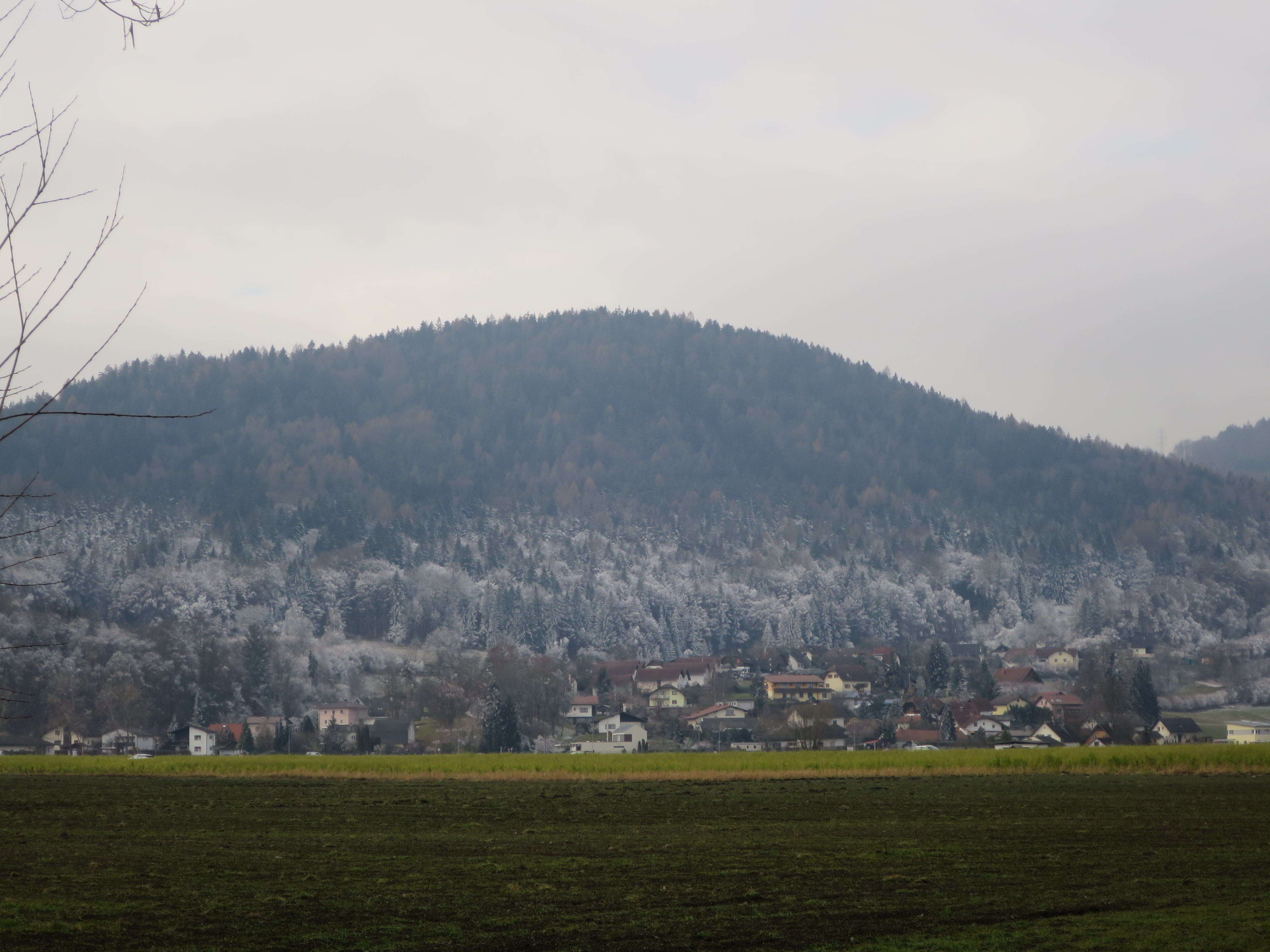
Halverwege de Goritschnigkogel bij Klagenfurt is door langdurige temperatuurinversie een 'omgekeerde' rijpgrens zichtbaar

Inversie in de meteorologie geeft aan dat de temperatuur in een laag van de aardatmosfeer een omgekeerd verloop heeft ten opzichte van de normale situatie. Een warmere luchtlaag ligt als een deken over een koudere luchtlaag.
Hoe hoger men in de troposfeer (de onderste 11 km van de atmosfeer) komt, hoe kouder het wordt. Bij inversie wordt het over een gedeelte van de hoogte steeds warmer. Doordat koude lucht een hogere dichtheid heeft, heeft deze de neiging om te dalen terwijl warme lucht de neiging heeft te stijgen. Als koude lucht aan de grond wordt opgewarmd, stijgt deze op en koelt op grotere hoogte weer af. In sommige situaties krijgt de koude, zwaardere lucht de kans niet om op te warmen en blijft op geringere hoogte hangen.
Een inversie treedt in Nederland vaak 's zomers op, bij windstil en onbewolkt weer gedurende de nacht. In dat geval komt het doordat de bodem dan sterk afkoelt en de lucht hierboven warm is na een warme dag. In Azië koelt het land 's winters sterk af, waardoor ook vaak een inversielaag kan ontstaan. In Siberië kan het op bergtoppen van 1500-2000 meter soms tot 20 graden warmer zijn dan in de dalen als daar een inversielaag blijft hangen.
Een inversielaag kan zichtbaar worden bij een rookpluim uit een schoorsteen. Doordat de warme lucht uit de rookpluim een relatief warmere luchtlaag tegenkomt, stijgt de rookpluim niet verder en verspreidt de rook zich horizontaal. Men ziet dan een verticale rookkolom, die zich plotseling op een bepaalde hoogte horizontaal uitbreidt, alsof de pluim bij een glazen plafond is aangeland. Smog treedt daardoor met name op gedurende een inversie.
Een eigenschap van een inversielaag is dat geluid daartegen gereflecteerd wordt. Bij een inversie is geluid daardoor op aanzienlijk grotere afstand hoorbaar dan zonder inversie. In de duivensport kan inversie aanleiding zijn voor oriëntatieproblemen bij duiven. Luchtvervuiling blijft door inversie in de winter boven de grotere Siberische en Noord-Chinese steden hangen, wat grote smogproblemen geeft.
Een andere eigenschap van een inversielaag is dat licht tegen een of twee grensvlakken gereflecteerd kan worden, waardoor luchtspiegelingen kunnen ontstaan. De brekingsindex van lucht hangt van de temperatuur ervan af en op het scheidingsvlak van twee media met verschillende brekingsindex treedt refractie of reflectie op.
Door een inversie is het ook niet mogelijk om wolken te laten stijgen of te laten groeien, als de inversielaag laag ligt dan kunnen de verticaal ontwikkelende wolken (cumulonimbus en TCU (towering cumulus)) niet verder uitgroeien tot in het buienstadium. De inversielaag is dus een belangrijke factor voor meteorologen om rekening mee te houden als ze onweer voorspellen. De inversielaag is te herkennen op skew-t-diagrammen en op CIN-kaartjes.